# بنية الوكيل
بنية الوكيل في علوم الحاسوب هي مخطط لوكلاء البرمجيات وأنظمة التحكم الذكية ، والتي تصور ترتيب المكونات. يُشار إلى البنى التي ينفذها الوكلاء الأذكياء باسم البنى المعرفية. مصطلح الوكيل لم تُعرف بدقة. وهو يتألف من الحقائق ومجموعة من الأهداف وأحيانا مكتبة الخطة.